# 1. division (Eishockey) 1969/70
Die Saison 1969/70 war die 13. Spielzeit der 1. division, der höchsten dänischen Eishockeyspielklasse. Meister wurde zum insgesamt achten Mal in der Vereinsgeschichte der KSF Kopenhagen.

## Modus
In der Hauptrunde absolvierte jede der acht Mannschaften insgesamt 14 Spiele. Der Erstplatzierte der Hauptrunde wurde Meister. Für einen Sieg erhielt jede Mannschaft zwei Punkte, bei einem Unentschieden gab es einen Punkt und bei einer Niederlage null Punkte.

## Hauptrunde
|    | Klub                 | Sp | S  | U | N  | T  | GT | Punkte |
| -- | -------------------- | -- | -- | - | -- | -- | -- | ------ |
| 1. | KSF Kopenhagen       | 14 | 12 | 1 | 1  | 83 | 35 | 25     |
| 2. | Gladsaxe SF          | 14 | 11 | 1 | 2  | 60 | 25 | 23     |
| 3. | Esbjerg IK           | 14 | 9  | 1 | 4  | 81 | 38 | 19     |
| 4. | Rødovre Mighty Bulls | 14 | 8  | 1 | 5  | 59 | 55 | 17     |
| 5. | Rungsted IK          | 14 | 4  | 2 | 8  | 41 | 65 | 10     |
| 6. | Vojens IK            | 14 | 3  | 1 | 10 | 63 | 80 | 7      |
| 7. | Hellerup IK          | 14 | 3  | 1 | 10 | 28 | 64 | 7      |
| 8. | Herning IK           | 14 | 2  | 0 | 12 | 36 | 89 | 4      |

Sp = Spiele, S = Siege, U = unentschieden, N = Niederlagen, T = Tore, GT = Gegentore